# Jebel al-Madhbah
Jebel al-Madhbah (en árabe: جبل المذبح, Jabal al-Madhbaḥ) es una montaña en Petra, en la actual Jordania, que varios eruditos han propuesto como el Monte Sinaí bíblico, comenzando con Ditlef Nielsen en 1927. La parte superior del pico original fue excavada destruyendo la evidencia de las estructuras anteriores que se habían ubicado allí.

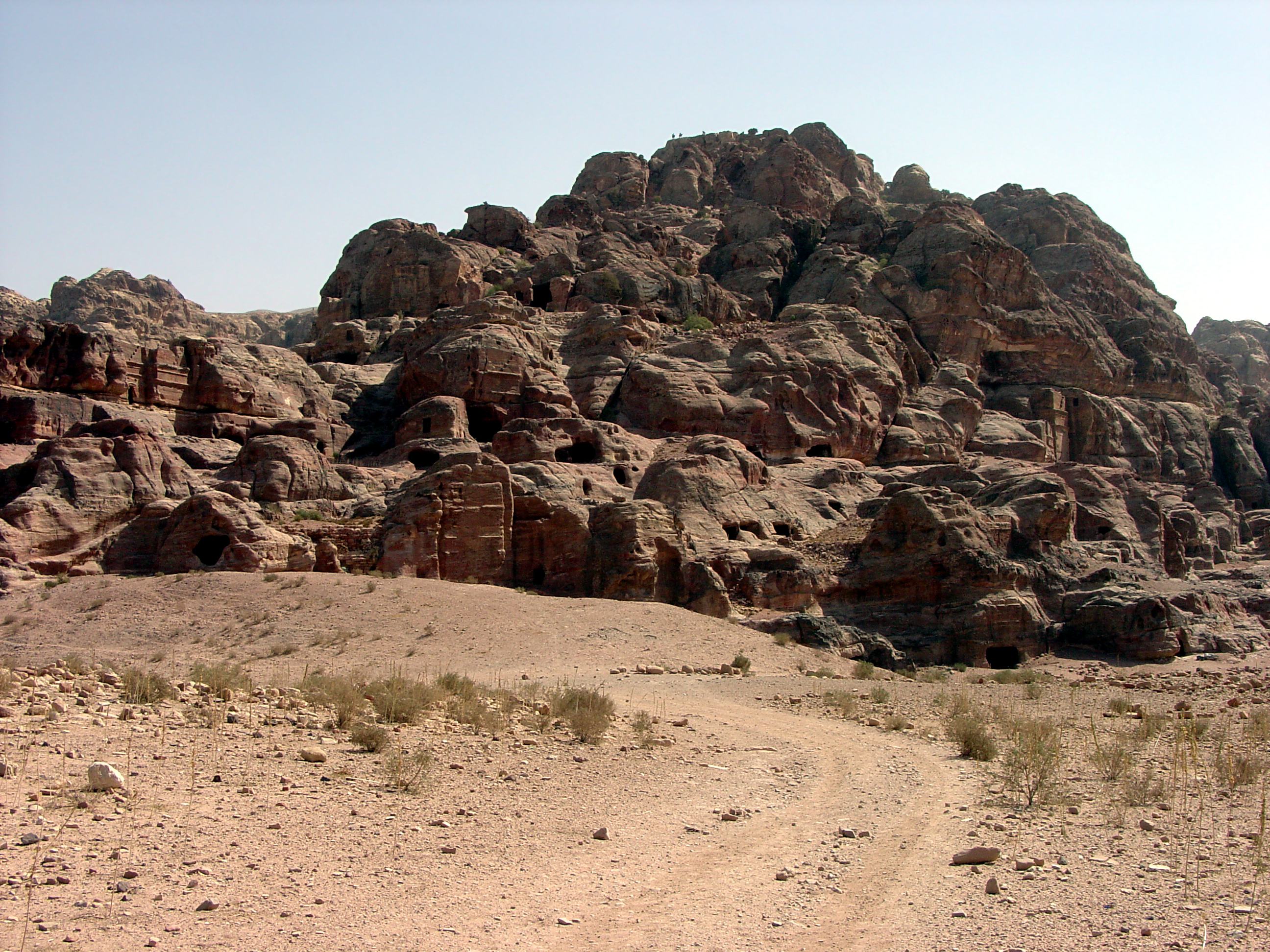
Jebel al-Madhbah

El nombre Jebel al-Madbah significa montaña del altar, y es bien merecido ya que su cumbre está cubierta por estructuras ceremoniales excavadas en roca a las que se accede por una escalera de roca. El historiador francés Maurice Sartre escribió que el pico "consiste en una gran explanada rectangular vaciada de tal manera que los lados formaron bancos; en medio de uno de los lados largos, se colocó un podio natural (motab) donde estaban los dioses. Otra sección estaba reservada para el altar. Las cisternas, alimentadas con agua de lluvia, se usaban para las abluciones y la limpieza. Más abajo, dos gigantescos obeliscos, tallados en las rocas, aparecen como piedras sagradas".
La montaña tiene más de mil metros de altura y una escalera de roca serpentea desde la cima hasta el valle; el valle en el que se encuentra Petra se conoce como Wadi Musa, que significa valle de Moisés. A la entrada del Wadi Musa está Ain Musa, la primavera de Moisés; el cronista árabe Numairi del siglo XIII declaró que Ain Musa es idéntico a Meribah, el lugar donde Moisés descubrió agua al golpear la roca con su bastón.